# Zespół Slya
Zespół Slya (łac. syndroma Sly, ang. Sly syndrome, beta-glucuronidase deficiency, glucuronidase deficiency, MPSVII) – mukopolisacharydoza typu VII, genetycznie uwarunkowana choroba metaboliczna dziedziczona autosomalnie recesywnie. Charakteryzuje się niedoborem wzrostu, hepatosplenomegalią, pogrubiałymi rysami twarzy, wadami szkieletu oraz niepełnosprawnością intelektualną.

## Historia
Zespół został opisany po raz pierwszy w 1973 roku przez zespół pod kierownictwem amerykańskiego lekarza Williama Slya.

## Etiologia
Choroba spowodowana jest uszkodzeniem genu GUSB zlokalizowanym  na ramieniu długim chromosomu 7, w regionie q11. Powoduje to niedobór β–glukuronidazy. Prowadzi to do gromadzenia się siarczanu chondroityny, siarczanu dermatanu oraz chondroityno–6–siarczanu w lizosomach.

## Epidemiologia
Częstość występowania szacowana jest na poniżej 1 na 1 000 000 żywych urodzeń.

## Obraz kliniczny
Obraz kliniczny jest zależny od stopnia zaawansowania od najcięższej postaci płodowej z obrzękiem uogólnionym płodu, poprzez postać noworodkową z wodogłowiem, zespołami uciskowymi nerwów, niepełnosprawnością intelektualną, niskim wzrostem, ograniczeniem ruchomości oraz przykurczami w stawach, stopą końsko-szpotawą, zmętnieniem rogówki, uszkodzeniem nerwu wzrokowego oraz przepukliną pachwinową i pępkową do postaci łagodnej wykrywanej w okresie dojrzewania lub w wieku dorosłym podczas diagnostyki patologicznej hyperkifozy piersiowej.

## Rozpoznanie
Podstawą rozpoznania jest stwierdzenie zwiększonego wydalania glikozoaminoglikanów w moczu w połączeniu z charakterystycznym obrazem klinicznym. W postaci łagodnej mocz może być prawidłowy. Ostatecznym potwierdzeniem rozpoznania jest stwierdzenie niedoboru β–glukuronidazy w hodowli leukocytów lub fibroblastów.

## Diagnostyka różnicowa
Zespół Slya należy różnicować z następującymi chorobami:
- inne mukopolisacharydozy,
- chondrodysplazja Blomstranda,
- dysplazja Greenberg,
- przynasadowa chondrodysplazja typu Jansena,
- zespół White’a-Hemingwaya.

## Leczenie
Nie ma leczenia przyczynowego zespołu Slya. W postaci łagodnej leczenie jest w pierwszym rzędzie ortopedyczne.

## Rokowanie
W postaci płodowej rokowanie jest bardzo złe, większość dzieci obumiera wewnątrzmacicznie, w postaci noworodkowej przeżycie jest krótkie, natomiast pacjenci z łagodniejszymi postaciami mają dłuższe przeżycie.